# Серпокрилець-крихітка неотропічний
Серпокрилець-крихітка неотропічний (Tachornis squamata) — вид серпокрильцеподібних птахів родини серпокрильцевих (Apodidae). Мешкає в Південній Америці.

## Опис

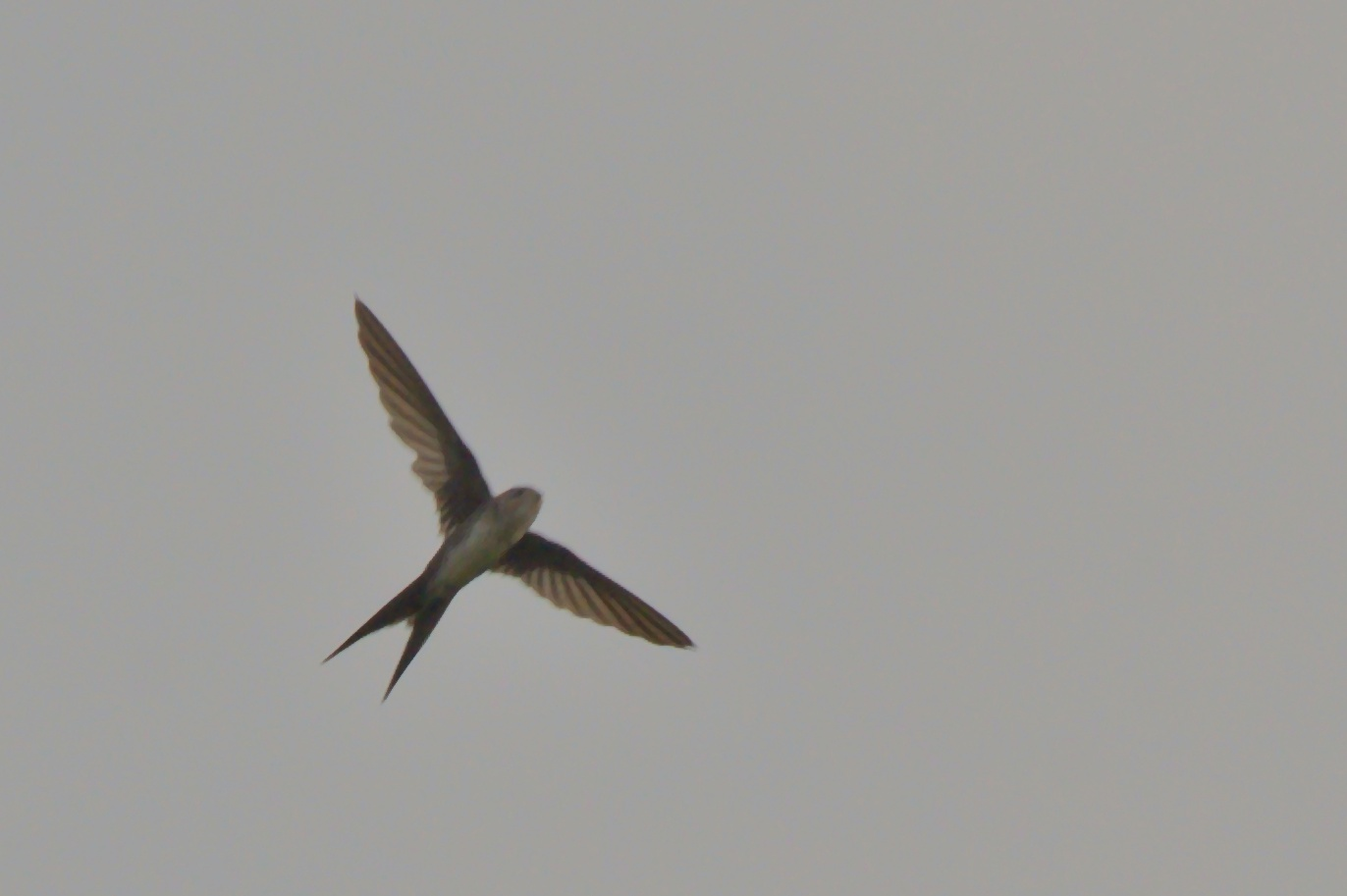
Вилохвостий серпокрилець-крихітка в польоті

Довжина птаха становить 13 см, вага 9-13,6 г. Крила довгі, вузькі, хвіст довгий, глибоко роздвоєний. Виду не притаманний статевий диморфізм. У представників номінативного підвиду верхня частина тіла чорнувато-коричнева з легким зеленуватим відблиском, пера на ній мають блідо-сірі краї, надхвістя блідіше. Щоки сірувато-коричневі, горло блідо-коричнювато-біле, поцятковане темними плямами. Решта нижньої частини тіла біла, поцяткована світло-коричневими плямками, на животі вони майже відсутні. Гузка чорнувато-коричнева, пера на ній мають бліді краї. Молоді птахи мають подібне забарвлення, однак голова у них має охристий відтінок, пера на верхній частини тіла мають охристі краї. Представники підвиду T. s. semota мають більш темне забарвлення, верхня частина тіла у них більш чорна, сірі краї пер на ній більш вузькі. Нижня частина тіла біліш темна, пера на ній мають вузькі бліді краї, гузка блідо-зеленувато-чорна.

## Підвиди
Виділяють два підвиди:
- T. s. squamata (Cassin, 1853) — Гвіана, Амазонія, острів Тринідад;
- T. s. semota (Riley, 1933) — східна і південна Венесуела, схід Колумбії і Еквадору. північний схід Перу і північний захід Бразильської Амазонії.

## Поширення і екологія
Неотропічні серпокрильці-крихітки мешкають в Колумбії, Еквадорі, Перу, Болівії, Бразилії, Венесуелі, Гаяні, Суринамі, Французькій Гвіані та на Тринідаді і Тобаго. Вони живуть в різноматіних природних середовищах, в яких зустрічаються пальми Mauritia flexuosa та інші, зокрема у вологих саванах, на болотах, в галерейних лісах і містах. Зустрічаються невеликими зграйками до 10 птахів, на висоті до 1000 м над рівнем моря. Ведуть переважно осілий спосіб життя. 
Неотропічні серпокрильці-крихітки живляться різноманітикими комахами, яких ловлять в польоті. Раціон різниться в залежності від регіону і сезону. Початок сезону розмноження різниться в залекжності від регіону, на Тринідаді він триває з квітня по червень, в центральній Бразилії з вересня по листопад. Гніздо мішечкоподібне, робиться з рослинних волокон і пір'я, скріплюється слиною, підвішується до сухої пальмової гілки, найчастіше до Mauritia flexuosa , однак іноді і до інтродукованого виду пальм. Для побудови гнізда птахи використовують пера, які вискубують від пролітаючих птахів, найчастіше у голубів і папуг. В кладці 3 яйця, інкубаційний період триває 21 день.